# 25 février 1968
Le 25 février 1968 est le 56e jour de l'année 1968 du calendrier grégorien. Il s'agit d'un dimanche. 

## Événement
- L'élection présidentielle sénégalaise de 1968 et les élections législatives sénégalaises de 1968 ont lieu. Le président sortant Léopold Sédar Senghor est réélu avec 100 % des suffrages[1].

## Météorologie
- La température moyenne est de -2,7 degrés Celsius à New York, aux États-Unis[2].

## Sport
- Le Français Patrick Russel[3] et l'Américaine Kiki Cutter[4] remportent les slaloms de l'épreuve de la Coupe du monde de ski alpin 1968 d'Oslo, en Norvège.

## Naissances
- James Blackwell, joueur américain de basket-ball[5]
- Evrydíki, chanteuse pop et rock chypriote, de langue grecque[6]
- Thomas G:son, auteur-compositeur suédois[7]
- Sandrine Kiberlain, actrice et chanteuse française[8]
- Enrique Molina, athlète espagnol[9]

## Décès
- Camille Huysmans, homme politique belge[10]
- Mauricet, acteur français[11]